# Jennifer Carpenter
Jennifer Leann Carpenter (Louisville, Kentucky, 1979. december 7. –) amerikai színésznő.
Legismertebb alakítása Debra Morgan volt a Showtime Dexter című televíziós drámasorozatban, 2006 és 2013 között. A szerepért 2009-ben Szaturnusz-díjat kapott legjobb televíziós női mellékszereplő kategóriában. Később a rövid életű Limitless (2015-2016) című sorozatban szintén főszerepet játszott.
A televíziós műsorok mellett változatos műfajú mozifilmekben is szerepeket vállalt. Közéjük tartozik a Feketék fehéren című 2004-es vígjáték, az Ördögűzés Emily Rose üdvéért (2005) és a Karantén (2008) című horrorfilmek, valamint a Büntető ököl című 2017-es akciófilm.

## Fiatalkora
Szülei Catherine (szül. Mitchell) és Robert Carpenter. A Sacred Heart Academyn végzett Louisville-ben, majd a Walden Theatre Conservatory-nál folytatta tanulmányait, később a New York-i Juilliard Schoolba járt. Diploma előtt szerepelt a The Crucible c. darabban a Broadway-n Liam Neesonnel és Laura Linney-vel.

## Pályafutása
Első filmes megjelenése a People Are Dead (2001), majd az Ash Tuesday (2003) című filmdrámában volt. 2004-ben következett a D.E.B.S. – Kémcsajok, valamint a Feketék fehéren. Első ismertebb filmje a 2005-ös Ördögűzés Emily Rose üdvéért című horrorfilm volt. 2006-ban a The Dog Problem, 2007-ben a Seattle öt napja, 2008-ban pedig a Karantén szereplője volt. 
2006 és 2013 között a Dexter című sorozatban alakította Debra Morgant.

## Magánélete
2010. november 7-én részt vett a New York City Marathonon, emellett gyakran jár futni szabadidejében.
2007-ben elkezdett Michael C. Hall-lal járni, 2008. december 31-én összeházasodtak, de 2010-ben megromlott a kapcsolatuk, augusztusban szétköltöztek, hivatalosan pedig 2010. december 18-án váltak el. Mivel Debra Morgant alakította a Dexter sorozatban, ezért gyakran részt vett a Comic Con nevezetű eseményen is.

## Filmográfia

### Film
| Év   | Magyar cím                                          | Eredeti cím                                   | Szerep                              | Magyar hang     |
| ---- | --------------------------------------------------- | --------------------------------------------- | ----------------------------------- | --------------- |
| 1999 | A jófiúk egyedül hálnak                             | Nice Guys Sleep Alone                         | statiszta (stáblistán nem szerepel) |                 |
| 2001 |                                                     | People Are Dead                               | Angela barátja                      |                 |
| 2003 |                                                     | Ash Tuesday                                   | Samantha                            |                 |
| 2004 | D.E.B.S. – Kémcsajok                                | D.E.B.S.                                      | hisztérikus hallgató                |                 |
| 2004 | Feketék fehéren                                     | White Chicks                                  | Lisa                                | Simonyi Piroska |
| 2005 |                                                     | Last Days of America                          | New York-i barát                    |                 |
| 2005 | Megszállottak háza                                  | Lethal Eviction (Grayson Arms)                | Sarah / Tessa / Beth                |                 |
| 2005 | Ördögűzés Emily Rose üdvéért                        | The Exorcism of Emily Rose                    | Emily Rose                          | Vadász Bea      |
| 2006 |                                                     | The Dog Problem                               | vörös hajú pincérnő                 |                 |
| 2007 | Seattle öt napja                                    | Battle in Seattle                             | Sam                                 | Kiss Eszter     |
| 2008 | Karantén                                            | Quarantine                                    | Angela Vidal                        | Zsigmond Tamara |
| 2010 | Rohanás                                             | Faster                                        | Nan Porterman                       |                 |
| 2011 | A bosszú jogán                                      | Seeking Justice                               | Trudy                               |                 |
| 2012 | Elveszett                                           | Gone                                          | Sharon Ames                         |                 |
| 2012 |                                                     | The Factory                                   | Kelsey Walker                       |                 |
| 2012 |                                                     | Ex-Girlfriends                                | Kate                                |                 |
| 2014 | Fekete Özvegy és Megtorló – A múlt árnyai           | Avengers Confidential: Black Widow & Punisher | Natasha Romanoff / Fekete Özvegy    | Solecki Janka   |
| 2014 | Fekete Özvegy és Megtorló – A múlt árnyai           | Avengers Confidential: Black Widow & Punisher | Natasha Romanoff / Fekete Özvegy    | Csondor Kata    |
| 2014 |                                                     | The Devil’s Hand                              | Rebekah                             |                 |
| 2015 | Scooby-Doo! és a Kiss: A nagy rock and roll rejtély | Scooby-Doo! and Kiss: Rock and Roll Mystery   | Chikira (hangja)                    | Kiss Erika      |
| 2017 | Büntető ököl                                        | Brawl in Cell Block 99                        | Lauren Thomas                       | Bánfalvi Eszter |
| 2018 | Batman: Gotham gázfényben                           | Batman: Gotham by Gaslight                    | Selina Kyle (hangja)                |                 |
| 2018 | Kegyetlen zsaruk                                    | Dragged Across Concrete                       | Kelly Summer                        | Németh Borbála  |
| 2020 |                                                     | Mortal Kombat Legends: Scorpion's Revenge     | Sonya Blade (hangja)                |                 |
| 2021 |                                                     | Mortal Kombat Legends: Battle of the Realms   | Sonya Blade (hangja)                |                 |
| 2021 | Egy falatnyi levegő                                 | A Mouthful of Air                             | Lucy                                |                 |

### Televízió
| Év        | Magyar cím                                       | Eredeti cím        | Szerep                         | Megjegyzések                                               |
| --------- | ------------------------------------------------ | ------------------ | ------------------------------ | ---------------------------------------------------------- |
| 2005      |                                                  | Queen B            | Kristen                        | tévéfilm                                                   |
| 2006–2013 | Dexter                                           | Dexter             | Debra Morgan                   | - főszereplő (96 epizód) - magyar hangja: - Németh Borbála |
| 2009      |                                                  | Dexter: Early Cuts | Debra Morgan                   | 2 epizód                                                   |
| 2011      | A férjem védelmében                              | The Good Wife      | Pamela Raker                   | 1 epizód                                                   |
| 2011–2013 | Pound Puppies: Kutyakölyköt minden kiskölyöknek! | Pound Puppies      | Pepper                         | 5 epizód                                                   |
| 2014      | Robotcsirke                                      | Robot Chicken      | Wendy Darling / Donut (hangja) | 1 epizód                                                   |
| 2015–2016 | Csúcshatás                                       | Limitless          | Rebecca Harris                 | főszereplő (22 epizód)                                     |
| 2019      |                                                  | The Enemy Within   | Erica Shepherd                 | főszereplő                                                 |
| 2021–2022 | Dexter: Új vér                                   | Dexter: New Blood  | Debra Morgan                   | minisorozat (10 epizód)                                    |

## Fordítás
- Ez a szócikk részben vagy egészben  a   Jennifer Carpenter című angol Wikipédia-szócikk fordításán alapul.  Az eredeti cikk szerkesztőit annak laptörténete sorolja fel. Ez a jelzés csupán a megfogalmazás eredetét és a szerzői jogokat jelzi, nem szolgál a cikkben szereplő információk forrásmegjelöléseként.